# Sinagoga de Surabaya
La Sinagoga de Surabaya fue una sinagoga ubicada en la ciudad de Surabaya, la capital de la provincia de Java Oriental , en Indonesia. Era la única sinagoga en el país, pero fue cerrada en 2009. Actualmente, la única sinagoga activa en Indonesia se encuentra en la localidad de Tondano, en la Provincia de Célebes Septentrional. La dirección de esta sinagoga era Jalan Kayun 6 en el barrio árabe de la ciudad, en una parcela de 2.000 metros cuadrados que se encontraba cerca del río Kali Mas. La sinagoga fue demolida en 2013.